# Johan Brambach
Johan Brambach (* in Worbis; † 4. September 1616 in Lübeck) war Ratssekretär und Ratsyndicus der Hansestadt Lübeck und Dompropst im Hochstift Lübeck.

## Leben
Johan Brambach immatrikulierte sich im Wintersemester 1583/1584 zum Studium an der Universität Erfurt und schloss mit dem Grad eines Magisters ab. Anfang 1591 wurde er zum Ratssekretär der Hansestadt Lübeck bestellt. Als Mitglied der Lübecker Gesandtschaft unter Bürgermeister Conrad Garmers und dem Ratsherrn Heinrich Kerckring sowie dem Dolmetscher Zacharias Meier war er 1603 beim Zaren Boris Godunow in Moskau.
1607 verhalf ihm der Lübecker Rat wegen seiner geleisteten Dienste zur Präpositur am Lübecker Dom. Brambach war der erste städtische Propst nach dem Vergleich zwischen Stadt und Domkapitel von 1595, der dem Rat ein alternierendes Präsentationsrecht einräumte; die so ins Amt gekommenen Pröpste waren von der Mitwirkung im Kapitel ausgeschlossen und galten nicht als Domherren. Mit Rücksicht auf diese neue Würde als Propst schlug das Lübecker Domkapitel im Gegenzug vor, Johan Brambach zum Syndicus der Hansestadt Lübeck zu erheben, also zum Ratsmitglied zu machen. Er wurde daher 1610 zum dritten Ratssyndicus ernannt. Es wurde bei der Ernennung festgelegt, das er im Senat zwischen den Syndici und vor den ältesten Ratsherren sitzen solle, aber bei Außenauftritten, wie Beerdigungen, „extra senatum ... post consules supra decanum et syndicos“, also unmittelbar nach den Bürgermeistern stehen sollte. Er verstarb 1616 und wurde im Lübecker Dom beigesetzt.